# Centro Comercial Ereván
El Centro Comercial Ereván (en armenio: Երևան Մոլ) es un centro comercial cerrado situado en la avenida Arshakunyats en la capital de Armenia, la ciudad de Ereván. Es el segundo centro comercial construido en Armenia. El centro comercial fue inaugurado el 20 de febrero de 2014, con la presencia del presidente Serzh Sarkisian. El proyecto se puso en marcha a finales de 2010. El centro tiene una superficie de 59.000 metros cuadrados (640.000 pies cuadrados) y alberga unas 120 tiendas. Es además el hogar de la primera hipermercado Carrefour en Armenia.